# Allotrichosiphum castanopse
Allotrichosiphum castanopse är en insektsart. Allotrichosiphum castanopse ingår i släktet Allotrichosiphum och familjen långrörsbladlöss. Inga underarter finns listade i Catalogue of Life.